# Todirostre à ventre blanc
Ne doit pas être confondu avec Todirostre à ventre perle.
Hemitriccus griseipectus
Espèce
Statut de conservation UICN

 LC  : Préoccupation mineure
Le Todirostre à ventre blanc (Hemitriccus griseipectus) est une espèce de passereau de la famille des Tyrannidae,.

## Systématique et distribution
Cet oiseau est représenté par deux sous-espèces selon la classification de référence du Congrès ornithologique international (version 9.1, 2019) :
- Hemitriccus griseipectus griseipectus (Snethlage, 1907) : dans une zone allant du sud-est du Pérou (département de Cuzco) au nord de la Bolivie et au centre de l'Amazonie brésilienne ;
- Hemitriccus griseipectus naumburgae (Zimmer, 1945) : nord-est du Brésil (État de la Paraíba à celui d'Alagoas)[1],[2],[4].